# Campionati italiani femminili assoluti di atletica leggera 1934
Gli XII campionati italiani femminili assoluti di atletica leggera si sono tenuti a Bologna, presso lo stadio Littoriale, il 15 luglio 1934. Sono stati assegnati tredici titoli in altrettante discipline.
Rispetto alla precedente edizione, nel programma dei campionati furono reintrodotte le gare degli 800 metri piani, della staffetta 4×75 metri e del pentathlon (80 metri ostacoli, getto del peso, salto in lungo, salto in alto e 200 metri piani).
Durante la manifestazione Claudia Testoni batté il record italiano dei 200 metri piani con il tempo di 26"5. La classifica a punti per società ha visto trionfare la Venchi Unica Torino con 111 punti, seguito da Virtus Bologna Sportiva con 95 punti e Società Ginnastica Triestina con 73 punti.

## Risultati
| Specialità             | Oro                                                                                | Prestazione | Argento                                        | Prestazione | Bronzo                                          | Prestazione |
| Corse                  | Corse                                                                              | Corse       | Corse                                          | Corse       | Corse                                           | Corse       |
| ---------------------- | ---------------------------------------------------------------------------------- | ----------- | ---------------------------------------------- | ----------- | ----------------------------------------------- | ----------- |
| 60 m                   | Maria Coselli Società Ginnastica Triestina                                         | 8"6         | Livia Michiels Venchi Unica Torino             | 8"7         | Sulligi                                         | n/d         |
| 100 m                  | Fernanda Bullano Venchi Unica Torino                                               | 13"5        | Ondina Valla Virtus Bologna Sportiva           | 13"5        | Leandrina Bulzacchi Venchi Unica Torino         | 14"7        |
| 200 m                  | Claudia Testoni Virtus Bologna Sportiva                                            | 26"5        | Livia Michiels Venchi Unica Torino             | 28"8        | Viviana Di Maio Dopolavoro Aziendale Sip Torino | n/d         |
| 800 m                  | Leandrina Bulzacchi Venchi Unica Torino                                            | 2'32"4      | Scaramagli Virtus Bologna Sportiva             | 2'49"8      | Costa Virtus Bologna Sportiva                   | 2'50"2      |
| 80 m hs                | Ondina Valla Virtus Bologna Sportiva                                               | 12"6        | Wanda Vida Società Ginnastica Triestina        | 15"0        | Elide Tomasini Virtus Bologna Sportiva          | 16"3        |
| Staffetta 4×75 m       | Società Ginnastica Triestina Laura Cavallar Nives Donati Silvia Strukel Wanda Vida | 42"1        | Società Ginnastica Triestina (seconda squadra) | 44"2        | Dopolavoro Aziendale Sip Torino                 | 44"2        |
| Staffetta 4×100 m      | Virtus Bologna Sportiva Elide Tomasini Vittoria Salmi Claudia Testoni Ondina Valla | 54"0        | Venchi Unica Torino                            | 55"4        | Società Ginnastica Triestina (squadra A)        | 55"6        |
| Salti                  |                                                                                    |             |                                                |             |                                                 |             |
| Salto in alto          | Elisa Lambertini Virtus Bologna Sportiva                                           | 1,35 m      | Laura Cavallar Società Ginnastica Triestina    | 1,30 m      | Scaramagli Virtus Bologna Sportiva              | 1,25 m      |
| Salto in lungo         | Claudia Testoni Virtus Bologna Sportiva                                            | 5,145 m     | Fernanda Bullano Venchi Unica Torino           | 4,63 m      | Vittoria Salmi Virtus Bologna Sportiva          | 4,32 m      |
| Lanci                  |                                                                                    |             |                                                |             |                                                 |             |
| Getto del peso         | Bruna Bertolini Venchi Unica Torino                                                | 10,62 m     | Jolanda Bacchelli Virtus Bologna Sportiva      | 8,715 m     | Nives Donati Società Ginnastica Triestina       | 8,675 m     |
| Lancio del disco       | Bruna Bertolini Venchi Unica Torino                                                | 30,58 m     | Pierina Borsani Venchi Unica Torino            | 29,39 m     | Dall'Olio Virtus Bologna Sportiva               | 26,45 m     |
| Lancio del giavellotto | Pierina Borsani Venchi Unica Torino                                                | 31,685 m    | Jolanda Bacchelli Virtus Bologna Sportiva      | 31,48 m     | Bruna Bertolini Venchi Unica Torino             | 29,71 m     |
| Prove Multiple         |                                                                                    |             |                                                |             |                                                 |             |
| Pentathlon             | Pierina Borsani Venchi Unica Torino                                                | 206 p.      | Maria Coselli Società Ginnastica Triestina     | 180 p.      | Elisa Lambertini Virtus Bologna Sportiva        | 147 p.      |